# Академічне веслування на літніх Олімпійських іграх 1996
Змагання з академічного веслування на літніх Олімпійських іграх 1996 тривали з 21 до 28 липня на озері Ланьєр у штаті Джорджія. Змагалися 608 спортсменів (403 чоловіки, 205 жінок). Розіграно 14 комплектів нагород. Уперше відбулися змагання в легкій вазі.

## Таблиця медалей
| Місце                | Країна                | Золото | Срібло | Бронза | Загалом |
| -------------------- | --------------------- | ------ | ------ | ------ | ------- |
| 1                    | Австралія (AUS)       | 2      | 1      | 3      | 6       |
| 2                    | Німеччина (GER)       | 2      | 1      | 1      | 4       |
| 3                    | Румунія (ROU)         | 2      | 0      | 0      | 2       |
| 3                    | Швейцарія (SUI)       | 2      | 0      | 0      | 2       |
| 5                    | Канада (CAN)          | 1      | 4      | 1      | 6       |
| 6                    | Нідерланди (NED)      | 1      | 1      | 1      | 3       |
| 7                    | Білорусь (BLR)        | 1      | 0      | 1      | 2       |
| 7                    | Велика Британія (GBR) | 1      | 0      | 1      | 2       |
| 7                    | Данія (DEN)           | 1      | 0      | 1      | 2       |
| 10                   | Італія (ITA)          | 1      | 0      | 0      | 1       |
| 11                   | США (USA)             | 0      | 3      | 1      | 4       |
| 12                   | Франція (FRA)         | 0      | 1      | 3      | 4       |
| 13                   | Китай (CHN)           | 0      | 1      | 0      | 1       |
| 13                   | Норвегія (NOR)        | 0      | 1      | 0      | 1       |
| 13                   | Україна (UKR)         | 0      | 1      | 0      | 1       |
| 16                   | Росія (RUS)           | 0      | 0      | 1      | 1       |
| Загалом (16 збірних) | Загалом (16 збірних)  | 14     | 14     | 14     | 42      |

### Чоловіки
| Дисципліни                                   | Золото | Срібло | Бронза |
| -------------------------------------------- | --- | --- | --- |
| Парні одиночки                               | Ксено Мюллер (SUI) | Дерек Портер (CAN) | Томас Ланґе (GER) |
| Парні двійки                                 | Агостіно Аббаньяле і Давіде Тіццано (ITA) | Стеффен Стерсет і К'єтіль Ундсет (NOR) | Фредерік Коваль і Самюель Барате (FRA) |
| Парні четвірки                               | Німеччина (GER) Андреас Гаєк Штефан Фолькерт Андре Штайнер Андре Вілльмс                                                                                     | США (USA) Тім Янґ Ерік Мюллер Браян Джемісон Джейсон Ґейлс | Австралія (AUS) Януш Гукер Бо Гансон Данкан Фрі Роналд Снук |
| Розпашні двійки без стернового               | Меттью Пінсент і Стівен Редгрейв (GBR) | Девід Вейтмен і Роб Скотт (AUS) | Мішель Андрйо і Ж.-К. Роллан (FRA) |
| Розпашні четвірки без стернового             | Австралія (AUS) Ніколас Ґрін Дрю Джінн Джеймс Томкінс Майк Маккей                                                                                            | Франція (FRA) Бертран Вектен Олів'є Монселе Даніель Фоше Жиль Боске                                                                                            | Велика Британія (GBR) Ґреґорі Серл Джонатан Вільям Серл Роперт Джон Обгольцер Тім Фостер |
| Вісімки                                      | Нідерланди (NED) Кос Масдейк Роналд Флорейн Єрун Дейстер (стерновий) Міхіл Бартман Генк-Ян Зволле Нілс ван дер Зван Нілс ван Стеніс Дідерік Сімон Ніко Рінкс | Німеччина (GER) Марк Кляйншмідт Детлеф Кірхгофф Вольфрам Гун Роланд Бар Марк Вебер Ульріх Віферс Петер Тіде (стерновий) Торстен Штреппельгофф Франк Єрґ Ріхтер | Росія (RUS) Павло Мельников Андрій Глухов Антон Чермашенцев Олександр Лук'янов (стерновий) Микола Аксьонов Дмитро Розинкевич Сергій Матвєєв Роман Монченко Володимир Володенков Володимир Соколов |
| Парні двійки, легка вага                     | Міхаель Ґір і Маркус Ґір (SUI) | Мартен ван дер Лінден і Пепейн Адервейн (NED) | Брюс Гік і Ентоні Едвардс (AUS) |
| Розпашні четвірки без стернового, легка вага | Данія (DEN) Віктор Феддерсен Нільс Генріксен Томас Поульсен Ескілд Еббесен                                                                                   | Канада (CAN) Браян Пікер Джеффрі Лей Дейв Боєс Ґевін Гассетт                                                                                                   | США (USA) Марк Шнайдер Джефф Пфендтнер Девід Коллінз Вільям Карлуччі |

### Жінки
| Дисципліни                    | Золото | Срібло | Бронза |
| ----------------------------- | --- | --- | --- |
| Парні одиночки                | Катерина Карстен (BLR) | Сілкен Лауманн (CAN) | Тріне Гансен (DEN) |
| Парні двійки                  | Кетлін Геддл і Марні Мак-Бін (CAN) | Чжан Сююнь і Цао Мяньїн (CHN) | Ірене Ейс і Еке ван Нес (NED) |
| Парні четвірки                | Німеччина (GER) Катрін Ручов-Штомпоровскі Яна Зорґерс Керстін Кеппен Катрін Борон                                                                | Україна (UKR) Світлана Мазій Діна Міфтахутдінова Інна Фролова Олена Ронжина-Морозова                                                      | Канада (CAN) Ларісса Бізенталь Даян О'Ґрейді Кетлін Геддл Марні Мак-Бін |
| Розпашні двійки без стернової | Меґан Стілл і Кейт Слаттер (AUS) | Карен Крафт і Мелісса Швен (USA) | Крістін Госсе і Елен Кортен (FRA) |
| Вісімки                       | Румунія (ROM) Ліліана Гафенку Вероніка Кокеля Елена Джорджеску Анка Тенасе Дойна Спирку Марьоара Попеску Йоана Олтяну Елісабета Ліпе Дойна Іґнат | Канада (CAN) Анна ван дер Камп Тоша Тсанг Леслі Томпсон Емма Робінсон Джессіка Монро Гезер Мак-Дермід Марія Мондер Тереза Люк Елісон Корн | Білорусь (BLR) Олена Микулич Марина Синельщикова Наталія Волчек Наталія Стасюк Тамара Самохвалова Валентина Скрабатун Наталія Лавриненко Ярослава Павлович Олександра Зуборенко |
| Парні двійки, легка вага      | Констанца Піпоте-Бурчіке і Камелія Маковічук (ROU)                                                                                               | Тереза Белл і Ліндсі Бернс (USA) | Вірджинія Лі і Ребекка Джойс (AUS) |